# Перейомна (селище)
Перейомна (рос. Переёмная) — селище залізничної станції Кабанського району, Бурятії Росії. Входить до складу Сільського поселення Танхойське.
Населення — 89 осіб (2015 рік).
Засноване 1901 року.